# Eudocimus ruber
El ibis escarlata (Eudocimus ruber) es una especie de ave pelecaniforme de la familia Threskiornithidae  nativa de las costas del norte de Sudamérica y la costa sureste de Brasil. Es el ave nacional de Trinidad y Tobago y figura de forma prominente en su escudo de armas.

## Nombres comunes
- Ibis escarlata.
- Ibis rojo.
- Ibis colorado.
- Corocoro rojo.
- Corocoro escarlata.
- Garza roja.
- Corocora.

## Taxonomía
Carlos Linneo fue el primero en clasificar esta especie en 1758 y le dio el nombre binomial de Scolopax rubra. Biológicamente, está estrechamente relacionado con el ibis blanco americano y, a veces, se considera que son la misma especie. Las primeras investigaciones no revelaron que existieran cruces o hibridaciones entre ambas especies lo que parecía sustentar la teoría de que eran especies diferentes. Sin embargo, luego se descubrió que ambas especies sí que se aparean y crían; y se observaron crías mestizas. Por lo tanto, la posibilidad de que fueran dos formas de la misma especie cobraba mayor relevancia. Aun así, a pesar de la hibridación, en las zonas donde las dos formas conviven siguen perviviendo de forma separada, sin mezclarse del todo; y el debate entre los científicos continúa sobre si son la misma especie o dos diferentes. No se conocen subespecies.

## Descripción
Mide de 56 a 61 cm de largo y pesa hasta 770 g, siendo los machos mayores más pesados que las hembras. Tiene una esperanza de vida en libertad de 16 años aproximadamente, llegando a los 20 en cautividad. Un ibis escarlata adulto tiene una envergadura de aproximadamente 54 cm.  Aunque pasa la mayor parte del tiempo en tierra, es un gran volador y se mueven en bandadas con una formación en forma de V.  Su vuelo es potente y grácil, desplazándose con el cuello y las patas extendidos.
El cuerpo es de color rojo brillante en ambos sexos, con un cuello largo, y un pico largo y curvo. El color rojo escarlata característico del plumaje es uniforme y se intensifica según el pájaro crece y va envejeciendo, mientras que los jóvenes presentan un color inicial pardo oscuro. La punta de las plumas más larga de las alas son de un color negro intenso que sólo es visible cuando el ibis extiende las alas. Las patas son de color rojo y el pico puede ser rojo o negro. Como los flamencos, su color rojo proviene de pigmentos que tienen los crustáceos de los cuales se alimenta. La coloración de los ejemplares juveniles es una mezcla de marrón, gris y blanco. El cambio de color comienza con la segunda muda, alrededor del tiempo en que comienza a volar: el cambio comienza en la espalda y se extiende gradualmente por todo el cuerpo mientras aumenta su intensidad durante un período de aproximadamente dos años.

## Distribución y hábitat
Se distribuye por las zonas costeras tropicales del norte de América del Sur penetrando solo en el interior en la zona de los Llanos en Colombia y Venezuela. También habita en la mayoría de las islas que se encuentran cercanas a la costa. Otra zona de distribución es la costa sureste de Brasil, hasta el norte del estado de Santa Catarina.
Su hábitat incluye estuarios, zonas costeras, lagunas, manglares y pantanos, humedales y marismas. En la región de los Llanos predominan sabanas y praderas tropicales.

## Comportamiento
El ibis escarlata es un ave sociable y gregaria, con un comportamiento comunitario en la búsqueda de alimentos y la protección de los jóvenes. Viven en bandadas de treinta o más ejemplares. Los miembros se mantienen cerca, y las parejas reproductoras organizan sus nidos cerca de otras parejas en el mismo árbol. Para protegerse, las bandadas a menudo se congregan en grandes colonias de varios miles de individuos. También participan regularmente en bandadas mixtas, obteniendo seguridad adicional en el gran número de individuos concentrados: cigüeñas, espátulas, garcetas, garzas y patos son todos compañeros comunes durante las comidas y los vuelos.
Es principalmente sedentario y sólo realiza desplazamientos estacionales entre costas y zonas húmedas interiores. Mientras camina lentamente va buscando alimento escarbando y urgando en el fango con su pico curvado y largo, en zonas poco profundas y bancos de arena de ríos, playas, manglares y pantanos. También se alimenta de forma parecida a la espátula, llevando su pico de lado a lado en el agua. En un primer momento se pensó que su dieta se componía principalmente de camarones, gambas y otros crustáceos. Estudios posteriores demostraron que su principal alimento son insectos, especialmente, escarabajos y otros coleópteros. Esto lo diferencia del ibis blanco americano que come mayormente peces y crustáceos. El consumo de camarones y otras especies de marisco rojo es lo que proporciona los componentes que dan la pigmentación que caracteriza a esta especie. En menor medida también consume semillas, frutas, serpientes pequeñas, reptiles, anfibios y materia vegetal. 
Las parejas reproductoras construyen nidos que consiste en simples plataformas hechas con palitos. A los ibis escarlatas les gustan las zonas húmedas y lodosas como los pantanos, pero por seguridad construyen sus nidos en árboles muy por encima del agua. Si pueden, anidan en islas, donde sus huevos y polluelos tienen menos probabilidades de estar en peligro por los depredadores. Para atraer a una hembra, el macho realizará una variedad de rituales de apareamiento, tales como acicalarse, sacudirse, golpear con el pico, frotarse la cabeza y volar alto.
Los nidos se ubican en grandes colonias de crianza. Ambos padres cooperan en la construcción de los nidos, en la incubación de los huevos y en cuidar a los polluelos. La incubación dura aproximadamente de 19 a 23 días y ponen generalmente de 3 a 5 huevos de color verde botella rayados con marrón.

## Conservación
Afortunadamente, el ibis escarlata se encuentra bastante protegido, por lo que la UICN lo cataloga como especie de preocupación menor. Sin embargo, la población de esta especie tiene tendencia decreciente y se encuentra especialmente amenazado en Brasil. Las principales amenazas a las que se enfrenta esta ave son la destrucción de hábitat y las inundaciones por el cambio climático, además de la contaminación de los bosques y praderas donde vive.

## Galería de imágenes

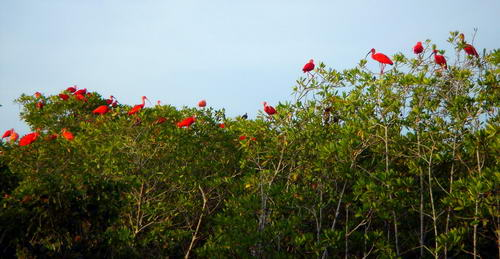
Ibis posados en los manglares.
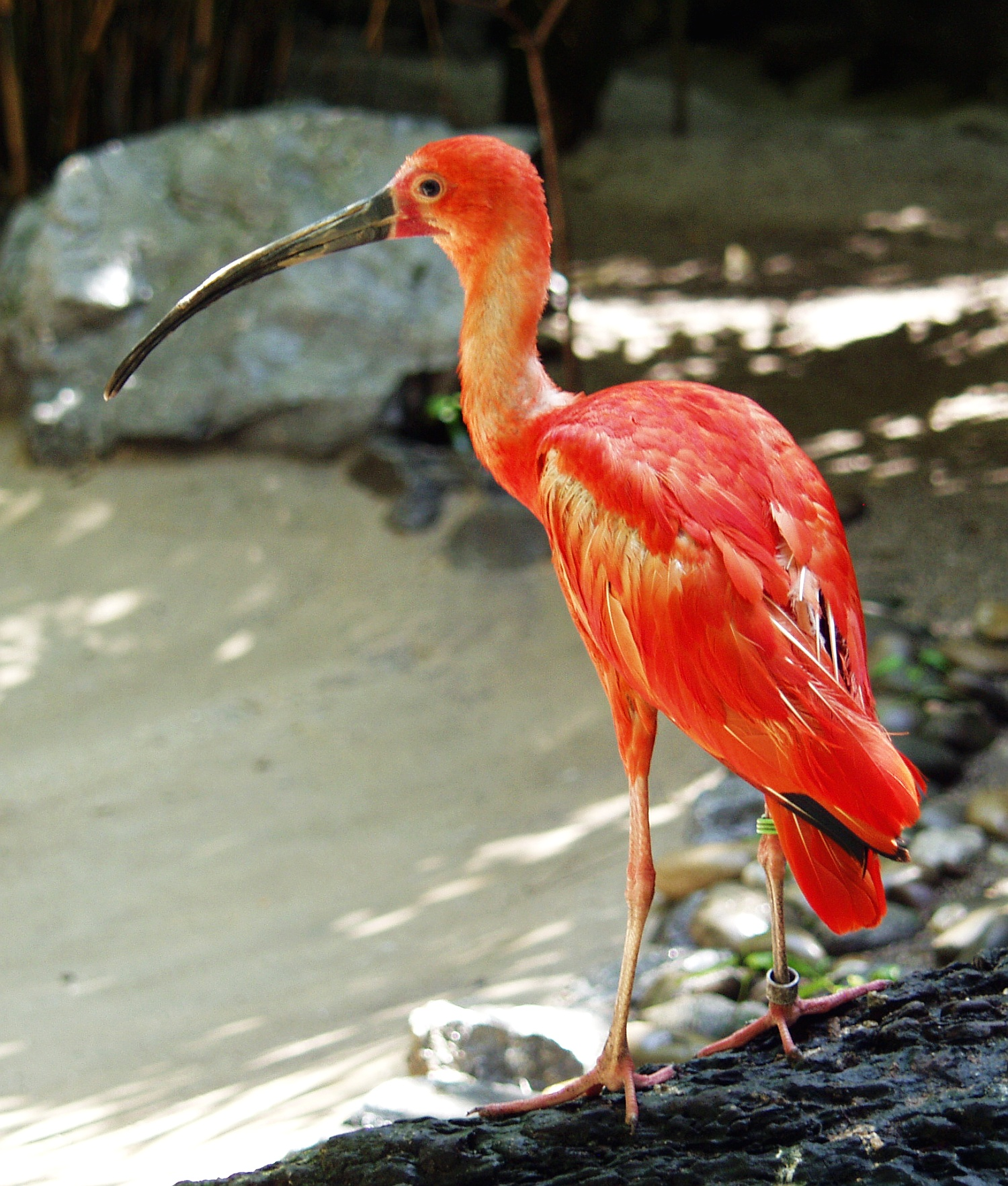
Ejemplar en el zoo de Duisburgo.
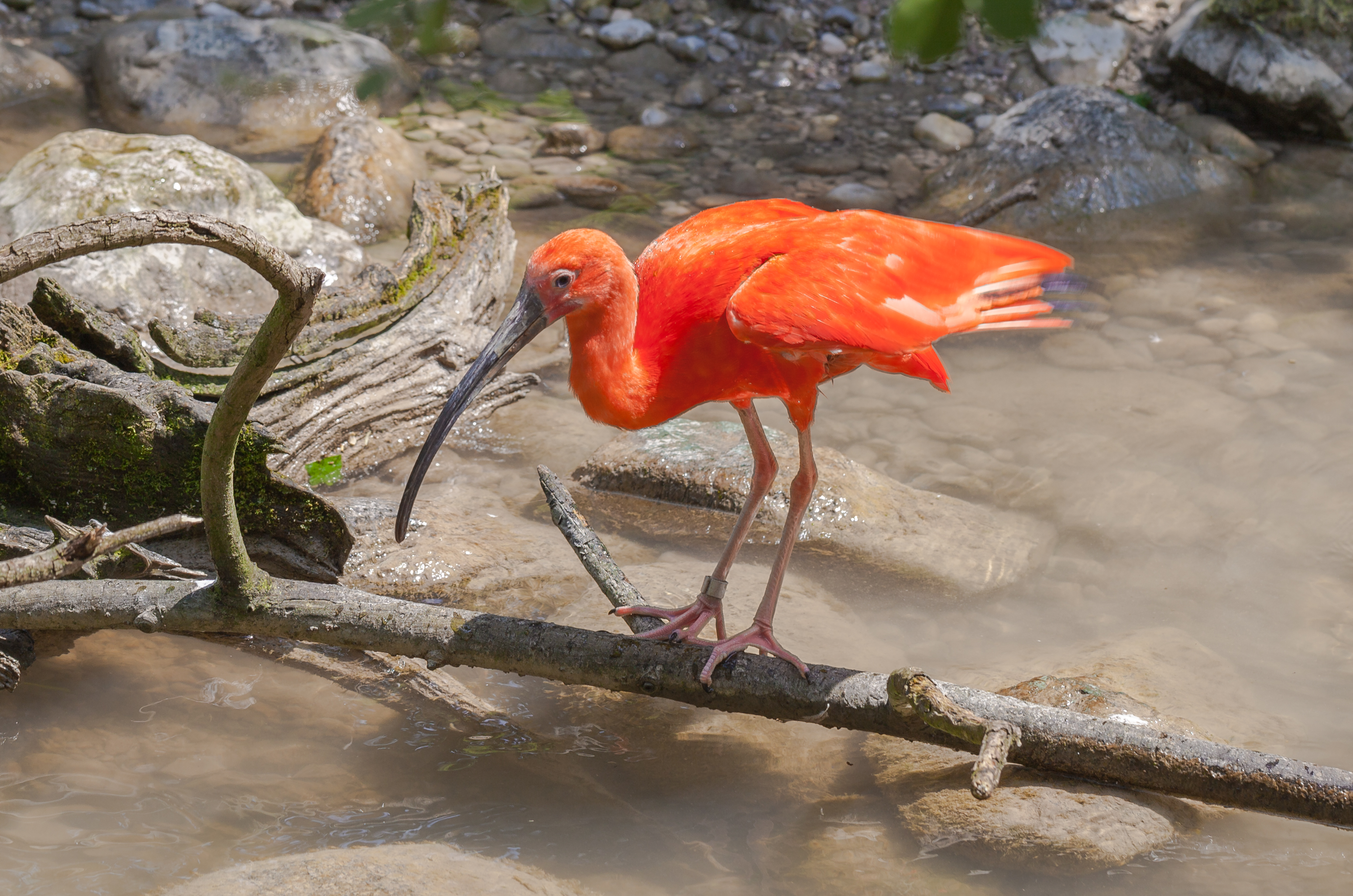
Ejemplar en cautiverio.